# Teselacja
Teselacja (ang. tessellation) – dzielenie wygenerowanych podczas tworzenia obrazu 3D wielokątów na mniejsze, dzięki czemu wyświetlany obiekt może być dokładniej odwzorowany. Podczas teselacji powstaje siatka wielokątów, która reprezentuje powierzchnię obiektu, a składa się ona najczęściej z najprostszych wielokątów, takich jak trójkąty (triangulacja) lub ich grupy. Stosowanie teselacji oszczędza dużo pamięci i przepustowości, pozwalając aplikacji na tworzenie szczegółowych powierzchni z modeli o niskiej rozdzielczości, jest często wykorzystywana w grafice komputerowej czasu rzeczywistego.
Tesalacja realizowana jest sprzętowo przez karty graficzne AMD Radeon od serii HD 5000 i nVidia GeForce serii 400, czyli pierwsze kompatybilne z systemem bibliotek graficznych DirectX 11. Wtedy też pojawiły się pierwsze gry komputerowe, które wykorzystywały teselację.
Teselacja znajduje zastosowanie także w przetwarzaniu informacji geograficznej (geodezja) oraz w oprogramowaniu CAD.